# روبي بوث
روبي بوث (بالإنجليزية: Robbie Booth)‏ (30 ديسمبر 1985 بليفربول في المملكة المتحدة - ) هو لاعب كرة قدم بريطاني في مركز الوسط. لعب مع نادي إيفرتون ونادي بانغور سيتي ونادي ساوثبورت ونادي تشستر سيتي ونادي بارسكو وSkelmersdale United F.C. ‏ وWarrington Town F.C. ‏ وتيلفورد يونايتد وChester F.C. ‏ وColwyn Bay F.C. ‏ وVauxhall Motors F.C. ‏ وDroylsden F.C. ‏.

## وصلات خارجية
- روبي بوث على موقع قاعدة بيانات كرة القدم.إي يو (الإنجليزية)
- روبي بوث على موقع Soccerbase.com (لاعب) (الإنجليزية)